# محمد الصيرفي
محمد الصيرفي (9 يونيو 1974 -)، ممثل كويتي.

## عن حياته
بدايته الفنية بعام 1997 في مسلسل دلق سهيل، بينما بدايته الحقيقة كانت مع الفنانة حياة الفهد من خلال مسلسل جرح الزمن في عام 2001.
اشتهر خلال برنامج المقالب «صادوه» الذي قام خلاله باستضافة كبار الفنانين مثل الفنان عبد الحسين عبد الرضا وخالد النفيسي وحياة الفهد، استمر بتقديم برامج المقالب مثل برنامج «هوب تاكسي» و«الأسنصيد» لكنها لم تحقق نفس النجاح.

## أعماله

### من المسلسلات
- دلق سهيل - الجزء الثاني.
- الناس أجناس.
- جرح الزمن.
- دار الفلك - مسلسل إذاعي.
- مصنع الرجال.
- ثمن عمري.
- الحيالة.
- الأخطبوط.
- واو موتيل.
- عندما تغني الزهور.
- وسع صدرك - برنامج كوميدي.
- حبل المودة.
- تاكسي تحت الطلب.
- الأخ صالحة.
- عرس الدم.
- هذا ولدنا.
- عائلتي.
- جامعة أي شي
- وشاءت الاقدار.
- رسائل من صدف.
- المزواج - جزئين.
- رجال وسط الحريم.
- واحد مهم.
- سواها البخت.
- رحى الأيام.
- غريب.
- الوصية الغائبة.
- دحباش.
- النون وما يعلمون.
- البوشية.
- في الدائرة.
- الدوامة.

### من المسرحيات
- ريمي والقصر المسحور
- قناص خيطان.
- سابق وتالي.
- نهاية مخروش.
- شباب الجامعة.
- الشجعان الاربعة.
- مرتاح والمصباح - عرضت في قطر.[1]

### من الأفلام
- طرب فاشن.
- كيف الحال.
- خميس وجمعة.

### البرامج
- صادوه - الجزء الأول.
- من عنده الغطاية - جزئين.
- هوب تاكسي.
- الأسنصيد.
- الكنج وصل.
- ابو المقالب.
- الصيرفي صحفي.

## روابط خارجية
- محمد الصيرفي على موقع قاعدة بيانات الأفلام العربية